# Lokanvaara
Lokanvaara är en kulle i Finland. Den ligger i Sodankylä i landskapet Lappland, i den norra delen av landet, 900 km norr om huvudstaden Helsingfors. Toppen på Lokanvaara är 292 meter över havet.
Terrängen runt Lokanvaara är huvudsakligen platt. Trakten runt Lokanvaara är nära nog obefolkad, med mindre än två invånare per kvadratkilometer.